# Halowe Mistrzostwa Europy w Lekkoatletyce 1974 – bieg na 400 m kobiet
Bieg na 400 metrów kobiet – jedna z konkurencji biegowych rozgrywanych podczas halowych lekkoatletycznych mistrzostw Europy w hali Scandinavium w Göteborgu. Eliminacje i półfinały zostały rozegrane 9 marca, a bieg finałowy 10 marca 1974. Zwyciężyła reprezentantka Jugosławii Jelica Pavličić. Tytułu zdobytego na poprzednich mistrzostwach nie broniła Verona Bernard z Wielkiej Brytanii. Nadieżda Iljina ze Związku Radzieckiego ustanowiła w półfinale nieoficjalny halowy rekord świata czasem 52,44 s.

## Rezultaty

### Eliminacje
Rozegrano 3 biegi eliminacyjne, do których przystąpiło 12 biegaczek. Awans do półfinału dawało zajęcie jednego z pierwszych dwóch miejsc w swoim biegu (Q). Skład półfinałów uzupełniły dwie zawodniczki z najlepszym czasem wśród przegranych (q).
Opracowano na podstawie materiału źródłowego.
Bieg 1
| Miejsce | Zawodniczka      | Czas  | Uwagi |
| ------- | ---------------- | ----- | ----- |
| 1       | Waltraud Dietsch | 54,12 | Q     |
| 2       | Erika Weinstein  | 54,52 | Q     |
| 3       | Riitta Salin     | 54,76 |       |
| 4       | Éliane Jacq      | 55,27 |       |

Bieg 2
| Miejsce | Zawodniczka        | Czas  | Uwagi |
| ------- | ------------------ | ----- | ----- |
| 1       | Nadieżda Iljina    | 53,03 | Q,    |
| 2       | Angelika Handt     | 53,48 | Q     |
| 3       | Ann Larsson        | 54,20 | q     |
| 4       | Brigitte Koczelnik | 55,09 |       |

Bieg 3
| Miejsce | Zawodniczka         | Czas  | Uwagi |
| ------- | ------------------- | ----- | ----- |
| 1       | Jelica Pavličić     | 53,43 | Q     |
| 2       | Brigitte Rohde      | 53,66 | Q     |
| 3       | Krystyna Kacperczyk | 54,17 | q     |
| 4       | Nicole Duclos       | 54,83 |       |

### Półfinały
Rozegrano 2 biegi półfinałowe, w których wystartowało 8 biegaczek. Awans do finału dawało zajęcie jednego z dwóch pierwszych miejsc w swoim biegu (Q).
Opracowano na podstawie materiału źródłowego.
Bieg 1
| Miejsce | Zawodniczka      | Czas  | Uwagi |
| ------- | ---------------- | ----- | ----- |
| 1       | Nadieżda Iljina  | 52,44 | Q,    |
| 2       | Waltraud Dietsch | 52,77 | Q,    |
| 3       | Brigitte Rohde   | 52,96 |       |
| 4       | Erika Weinstein  | 55,13 |       |

Bieg 2
| Miejsce | Zawodniczka         | Czas  | Uwagi |
| ------- | ------------------- | ----- | ----- |
| 1       | Jelica Pavličić     | 53,00 | Q     |
| 2       | Angelika Handt      | 53,05 | Q     |
| 3       | Krystyna Kacperczyk | 53,56 |       |
| 4       | Ann Larsson         | 54,00 |       |

### Finał
Opracowano na podstawie materiału źródłowego.
| Miejsce | Zawodniczka      | Czas  | Uwagi |
| ------- | ---------------- | ----- | ----- |
| 1       | Jelica Pavličić  | 52,64 | NR    |
| 2       | Nadieżda Iljina  | 52,81 |       |
| 3       | Waltraud Dietsch | 52,84 |       |
| 4       | Angelika Handt   | 53,51 |       |